# Перловий цукор

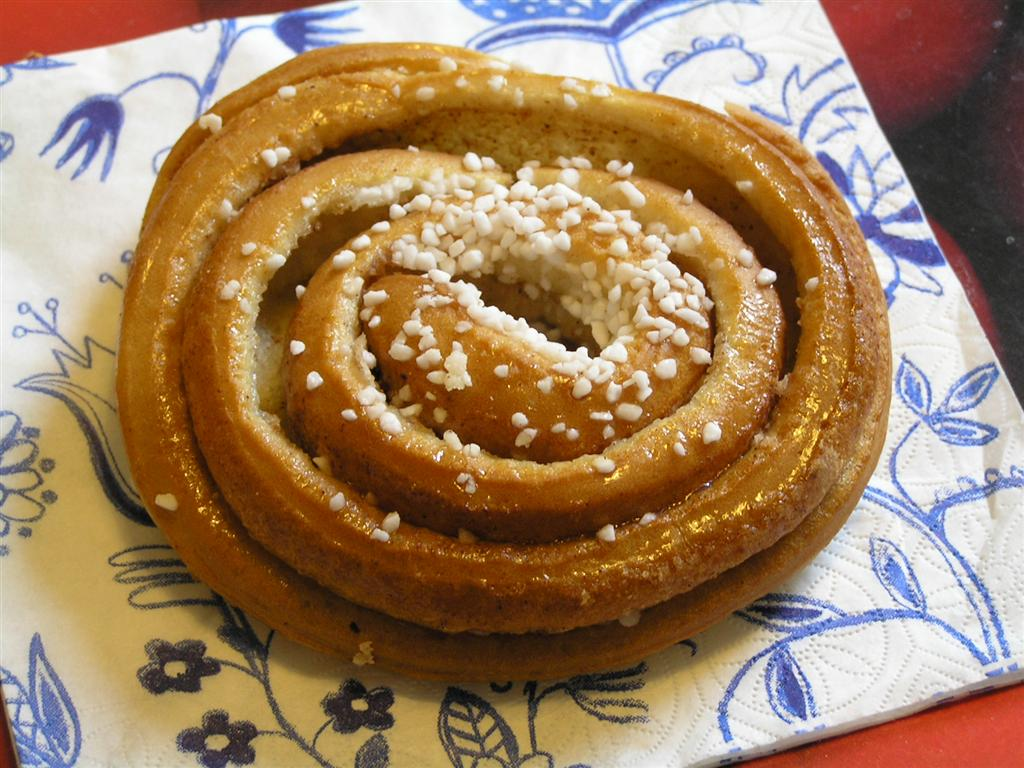
Шведська булочка з корицею, посипана перловим цукром

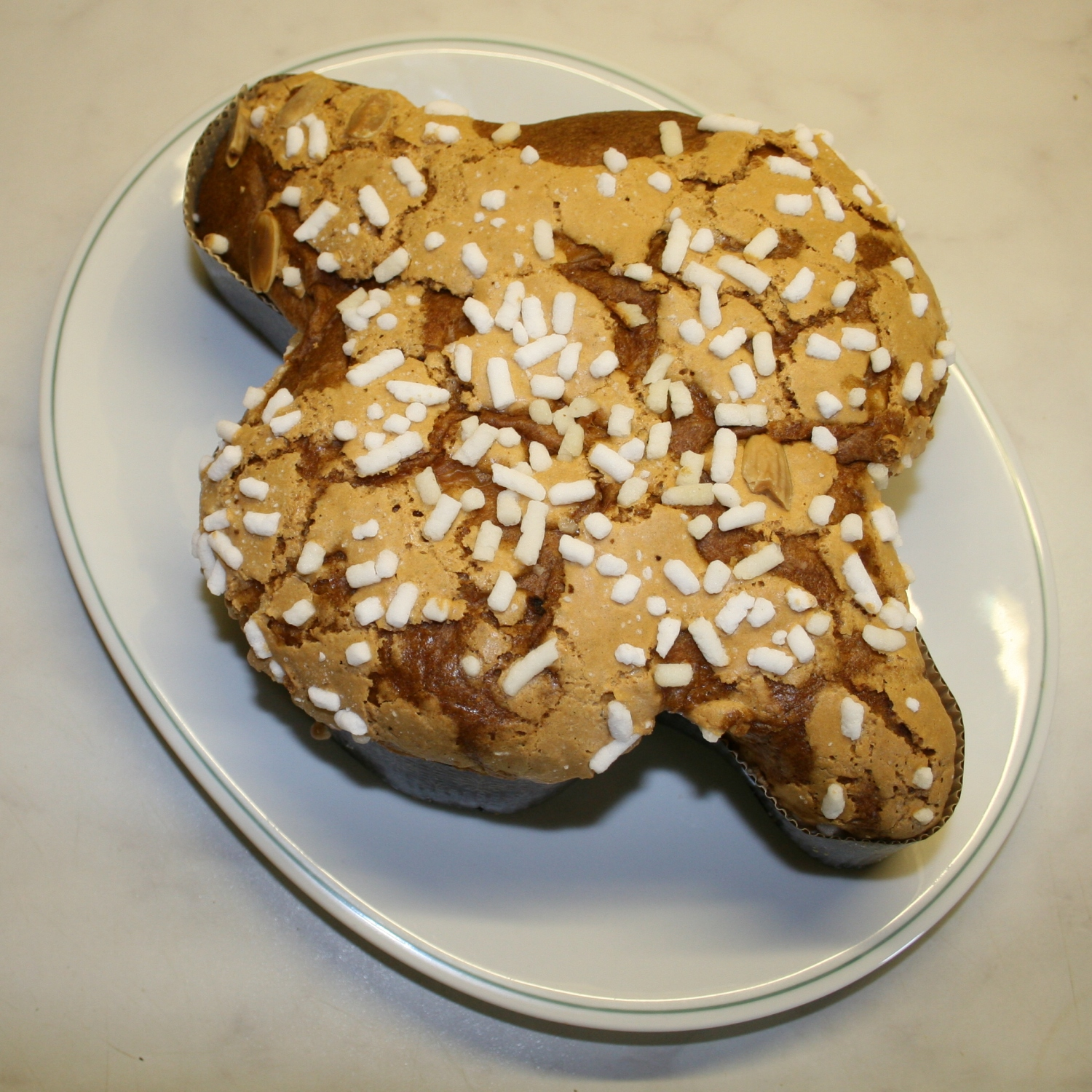
Італійська великодня голубка з екструдованим цукровим печивом

Перловий цукор — це продукт рафінованого білого цукру. Перловий цукор дуже грубий, твердий, непрозорий білий і не плавиться при температурах, які зазвичай використовують для випічки. Продукт, як правило, виготовляють подрібненням блоків білого цукру, а потім просіюванням для отримання фрагментів заданого діаметра. Цукор також може бути виготовлений в процесі екструзії.
Він відомий як pärlsocker (перловий цукор) у Швеції, а як perlesukker в інших скандинавських країнах. У Фінляндії його називають raesokeri («градовий цукор») або рідше гельмісокері (також перловий цукор).
У скандинавських країнах pärlsocker широко використовується для прикраси різної випічки та кондитерських виробів, печива, особливо для посипання шведських і фінських булочок (швед. bulle, kanelsnäcka; фін. pulla, korvapuusti), тістечок, мафінів, шоколадних кульок.
У Німеччині він відомий як Гаґельцукер і традиційно використовується на різдвяному печиві та булочках з корицею.
У Бельгії, він використовується у льєжських вафлях, тоді як у Фрисландії він використовується в sûkerbôle .
У Франції його часто використовують на шукетах.[джерело?]